# Limnophila (Limnophila) vera
Limnophila (Limnophila) vera is een tweevleugelige uit de familie steltmuggen (Limoniidae). De soort komt voor in het Australaziatisch gebied.